# 67e cérémonie des Writers Guild of America Awards
La 67e cérémonie des Writers Guild of America Awards (WGA Awards), organisée par la Writers Guild of America, a lieu le 14 février 2015 et récompense les meilleurs scénaristes de cinéma et de télévision pour des films sortis en 2014.
Les nominations pour la télévision ont été annoncées le 4 décembre 2014, et celles pour le cinéma l'ont été le 7 janvier 2015.

## Palmarès

### Cinéma

#### Meilleur scénario original
- The Grand Budapest Hotel — Wes Anderson
  - Boyhood — Richard Linklater
  - Foxcatcher — E. Max Frye et Dan Futterman
  - Night Call (Nightcrawler) — Dan Gilroy
  - Whiplash — Damien Chazelle

#### Meilleur scénario adapté
- Imitation Game (The Imitation Game) — Graham Moore, d'après le livre Alan Turing : The Enigma de Andrew Hodges
  - American Sniper — Jason Dean Hall, d'après le livre American Sniper : l'autobiographie du sniper le plus redoutable de l'histoire militaire américaine de Chris Kyle, avec Scott McEwen et Jim DeFelice
  - Gone Girl — Gillian Flynn, d'après son roman Les Apparences 
  - Les Gardiens de la galaxie (Guardians of the Galaxy) — James Gunn et Nicole Perlman d'après la série de comics de Dan Abnett et Andy Lanning
  - Wild — Nick Hornby, d'après le livre Wild: From Lost to Found on the Pacific Crest Trail de Cheryl Strayed

#### Meilleur film documentaire
- The Internet's Own Boy: The Story of Aaron Swartz — Brian Knappenberger
  - À la recherche de Vivian Maier (Finding Vivian Maier) — John Maloof et Charlie Siskel
  - Last Days in Vietnam — Mark Bailey et Kevin McAlester
  - Red Army — Gabe Polsky

### Télévision

#### Meilleure série télévisée dramatique
- True Detective — Nic Pizzolatto
  - Game of Thrones — David Benioff, Bryan Cogman, George R. R. Martin, D. B. Weiss
  - The Good Wife — Leonard Dick, Keith Eisner, Ted Humphrey, Michelle King, Robert King, Erica Shelton Kodish, Matthew Montoya, Luke Schelhaas, Nichelle Tramble Spellman, Craig Turk et Julia Wolfe
  - House of Cards — Bill Cain, Laura Eason, Sam R. Forman, Bill Kennedy, Kenneth Lin, John Mankiewicz, David Manson et Beau Willimon
  - Mad Men — Lisa Albert, Heather Jeng Bladt, Semi Chellas, Jonathan Igla, David Iserson, Janet Leahy, Erin Levy, Patricia Resnick, Tom Smuts, Matthew Weiner et Carly Wray

#### Meilleure série télévisée comique
- Louie — Pamela Adlon et Louis C.K.
  - Orange Is the New Black — Stephen Falk, Sian Heder, Tara Herrmann, Sara Hess, Nick Jones, Jenji Kohan, Lauren Morelli, Alex Regnery et Hartley Voss
  - Silicon Valley —  John Altschuler, Alec Berg, Matteo Borghese, Jessica Gao, Mike Judge, Dave Krinsky, Carson Mell, Dan O’Keefe, Clay Tarver, Rob Turbovsky et Ron Weiner
  - Transparent — Bridget Bedard, Micah Fitzerman-Blue, Noah Harpster, Ethan Kuperberg, Ali Liebegott, Faith Soloway et Jill Soloway
  - Veep — Simon Blackwell, Kevin Cecil, Roger Drew, Sean Gray, Armando Iannucci, Ian Martin, Georgia Pritchett, David Quantick, Andy Riley, Tony Roche et Will Smith

#### Meilleure nouvelle série télévisée
- True Detective — Nic Pizzolatto
  - The Affair — Dan LeFranc, Hagai Levi, Melanie Marnich, Eric Overmyer, Kate Robin et Sarah Treem
  - The Knick — Jack Amiel (en), Michael Begler (en) et Steven Katz
  - Silicon Valley —  John Altschuler, Alec Berg, Matteo Borghese, Jessica Gao, Mike Judge, Dave Krinsky, Carson Mell, Dan O’Keefe, Clay Tarver, Rob Turbovsky et Ron Weiner
  - Transparent — Bridget Bedard, Micah Fitzerman-Blue, Noah Harpster, Ethan Kuperberg, Ali Liebegott, Faith Soloway et Jill Soloway

#### Meilleur épisode de série dramatique
- The Good Wife — Le Dernier Appel (The Last Call) – Robert King et Michelle King
  - Boardwalk Empire — Devil You Know – Howard Korder
  - Boardwalk Empire — Friendless Child – Riccardo DiLoreto, Cristine Chambers et Howard Korder
  - Game of Thrones — Le Lion et la Rose (The Lion and the Rose) – George R. R. Martin
  - Mad Men — Dur Labeur (A Day's Work) – Jonathan Igla et Matthew Weiner
  - Rectify — Donald the Normal – Kate Powers et Ray McKinnon

#### Meilleur épisode de série comique
- Louie — So Did the Fat Lady – Louis C.K.
  - Modern Family — The Cold – Rick Wiener et Kenny Schwartz
  - New Girl — Landline – Rob Rosell
  - Orange Is the New Black — Les paris sont ouverts (Low Self Esteem City) – Nick Jones
  - Modern Family — Three Diners – Abraham Higginbotham, Steven Levitan et Jeffrey Richman
  - Transparent — The Wilderness – Ethan Kuperberg

#### Meilleur téléfilm ou mini-série original
- Deliverance Creek — Melissa Carter
  - Return to Zero — Sean Hanish

#### Meilleur téléfilm ou mini-série adapté
- Olive Kitteridge — Jane Anderson, d'après le roman Olive Kitteridge de Elizabeth Strout
  - Houdini — Nicholas Meyer, d'après le livre Houdini: A Mind in Chains: A Psychoanalytic Portrait de Bernard C.Meyer
  - Klondike — Paul T.Scheuring (parties 1,3,6) & Josh Goldin et Rachel Abramowitz (parties 2,4,5) , d'après le livre Gold Diggers : Striking it Rich in the Klondike de Charlotte Gray
  - The Normal Heart — Larry Kramer, d'après sa pièce de théâtre
  - The Leftovers — Pilot — Damon Lindelof et Tom Perrotta, d'après le roman Les Disparus de Mapleton de Tom Perrotta

#### Meilleure série d'animation
- Embrique-moi – Les Simpson (The Simpsons) — Brian Kelley
  - Bob and Deliver – Bob's Burgers — Greg Thompson
  - Covercraft – Les Simpson (The Simpsons) — Matt Selman
  - La Fête de quartier / Pay Pal – Les Simpson (The Simpsons) — David H. Steinberg
  - Piratez cet épisode – Les Simpson (The Simpsons) — J. Stewart Burns
  - Work Hard or Die Trying, Girl – Bob's Burgers — Nora Smith

#### Meilleure série de variété
- Last Week Tonight with John Oliver — Kevin Avery, Tim Carvell, Dan Gurewitch, Geoff Haggerty, Jeff Maurer, John Oliver, Scott Sherman, Will Tracy, Jill Twiss et Juli Weiner
  - The Daily Show with Jon Stewart — Rory Albanese, Dan Amira, Steve Bodow, Tim Carvell, Travon Free, Hallie Haglund, JR Havlan, Elliott Kalan, Matt Koff, Adam Lowitt, Dan McCoy, Jo Miller, John Oliver, Zhubin Parang, Owen Parsons, Daniel Radosh, Lauren Sarver, Jon Stewart et Delaney Yeage
  - Inside Amy Schumer — Jessi Klein (Head Writer) avec Emily Altman, Jeremy Beiler, Neil Casey, Kyle Dunnigan, Kurt Metzger, Christine Nangle, Dan Powell et Amy Schumer
  - The Colbert Report — Michael Brumm, Nate Charny, Aaron Cohen, Stephen Colbert, Rich Dahm, Paul Dinello, Eric Drysdale, Rob Dubbin, Ariel Dumas, Glenn Eichler, Gabe Gronli, Barry Julien, Jay Katsir, Sam Kim, Matt Lappin, Opus Moreschi, Tom Purcell, Meredith Scardino et Max Werner
  - Jimmy Kimmel Live! — Molly McNearney, Danny Ricker et Gary Greenberg (Head Writers) avec Jack Allison, Tony Barbieri, Jonathan Bines, Joelle Boucai, Josh Halloway, Sal Iacono, Eric Immerman, Bess Kalb, Jimmy Kimmel, Jeff Loveness, Bryan Paulk, Rick Rosner et Bridger Winegar
  - Saturday Night Live — Seth Meyers, Colin Jost, Rob Klein et Bryan Tucker (Head Writers) avec James Anderson, Alex Baze, Michael Che, Mikey Day, Steve Higgins, Leslie Jones, Zach Kanin, Chris Kelly, Erik Kenward, Lorne Michaels, Claire Mulaney, Josh Patten, Paula Pell, Katie Rich, Tim Robinson, Sarah Schneider, Pete Schultz, John Solomon, Kent Sublette et Lakendra Tookes
  - Real Time with Bill Maher — Billy Martin (Head Writer) avec Scott Carter, Adam Felber, Matt Gunn, Brian Jacobsmeyer, Jay Jaroch, Chris Kelly, Bill Maher, Danny Vermont

#### Meilleure émission spéciale
- 71st Annual Golden Globe Awards —  Barry Adelman avec Alex Baze, Dave Boone, Robert Carlock, Tina Fey, Jon Macks, Sam Means, Seth Meyers, Amy Poehler et Mike Shoemaker
  - 68th Annual Tony Awards —  Dave Boone (Head Writer) avec Jon Macks
  - 2014 Film Independent Spirit Awards —  Gerry Duggan, Wayne Federman, Patton Oswalt et Erik Weiner
  - Bill Maher: Live from D.C —  Bill Maher
  - Sarah Silverman: We Are Miracles —  Sarah Silverman